# 青岛市医院列表
下表列出中华人民共和国山东省青岛市的主要卫生机构。

## 综合医院
- 青岛大学附属医院（含东院区和黄岛院区）
- 中国人民解放军第四〇一医院（含北院区）
- 青岛市市立医院（含东院区）

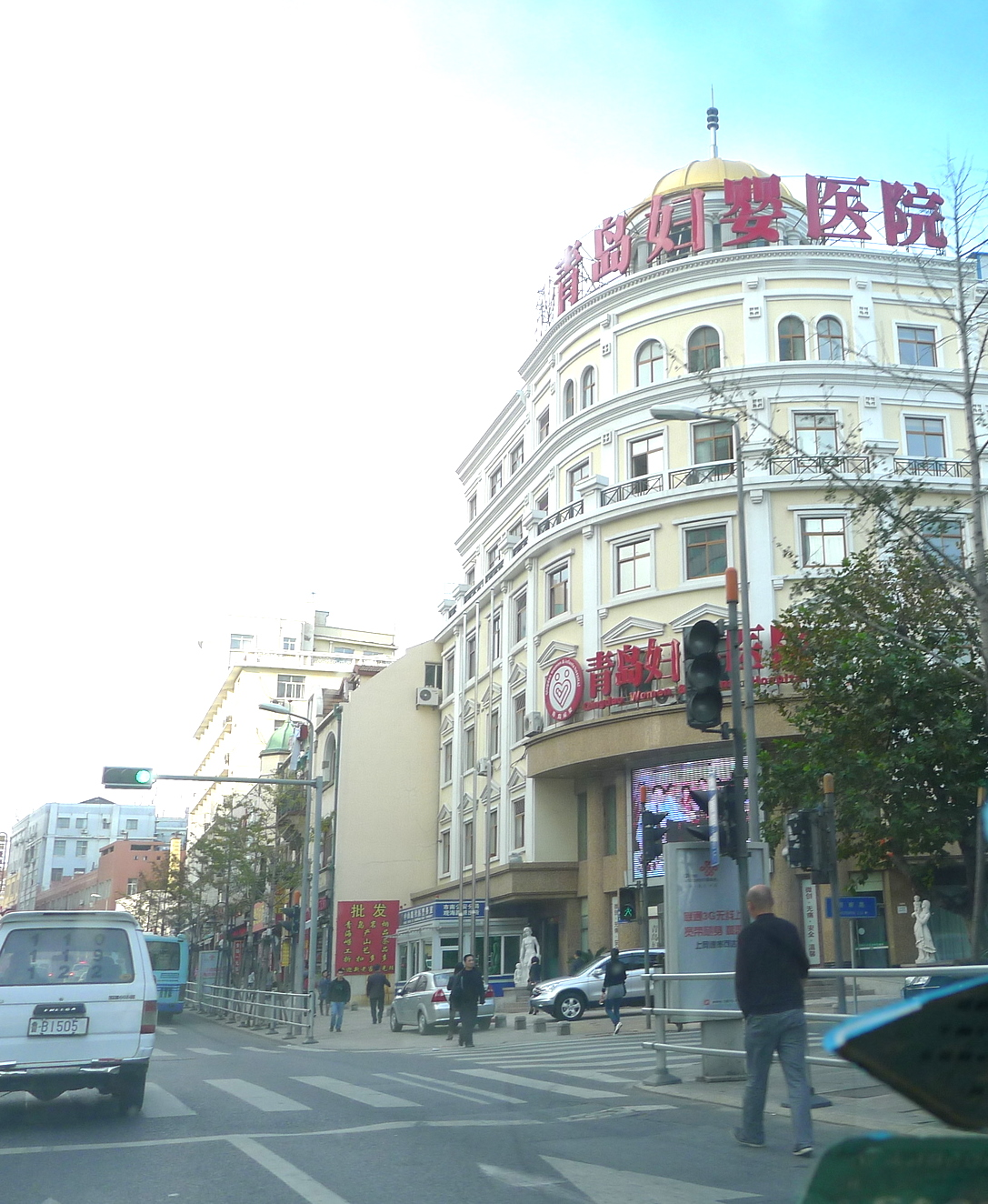
青岛市妇婴医院

- 青岛市市立医院西院区 青岛市第九人民医院（原青岛铁路医院）
- 山东大学齐鲁医院（青岛院区）
- 青岛市海慈医院 青岛市中医医院（原青岛市第二人民医院）
- 青岛市中心医院（原青岛纺织医院）
- 青岛市妇婴医院（原青岛市儿童医院、青岛市妇产医院、青岛市妇幼保健所）
- 青岛市人民医院 青岛市红十字医院（原福柏医院 Ernst Faber Hospital）
- 青岛市第三人民医院（原青岛市沧口医院）
- 青岛市第五人民医院 山东青岛中西医结合医院 山东中医药大学教学医院（原青岛市台西医院）
- 青岛市第八人民医院（原青岛市崂山人民医院）
- 青岛市胶州中心医院
- 青岛大学医学院松山医院
- 青岛市市南区人民医院
- 青岛市市北区中医院
- 青岛市市北区人民医院
- 青岛市李沧区中心医院
- 青岛市城阳区人民医院
- 青岛市城阳区第二人民医院
- 青岛经济技术开发区第一人民医院
- 青岛市黄岛区中医医院
- 青岛济青中医医院
- 青岛华国中医医院
- 青岛德民中西医结合医院
- 青岛市交通医院
- 青岛市商业职工医院
- 青岛盐业职工医院
- 四方机车车辆厂职工医院
- 青岛黄海医院

## 专科医院
- 青岛市胸科医院（原青岛市第四人民医院、青岛市结核病防治院）
- 青岛眼科医院 山东省眼科研究所
- 青岛市肿瘤医院
- 青岛市传染病医院 青岛肝病研究所 中南大学湘雅医学检验所青岛分中心（原青岛市第六人民医院）
- 青岛市精神卫生中心 青岛市第七人民医院
- 青岛市口腔医院
- 青岛市职业病防治院
- 青岛市皮肤病防治院
- 青岛市按摩康复医院
- 青岛市骨伤科医院
- 青岛肛肠医院（青岛浮新医院）
- 青岛东方医院
- 青岛阜外心血管病医院
- 青岛内分泌糖尿病医院
- 青岛妇婴医院
- 青岛乳腺病医院
- 青岛李沧皮肤病医院
- 青岛脑病康复医院
- 青岛希敏骨科医院
- 青岛友谊整骨医院
- 青岛中大泌尿医院
- 青岛龙田金秋妇产医院
- 青岛玛丽妇产医院
- 青岛君良烧伤医院
- 青岛现代东方眼科医院
- 青岛静康肾病医院
- 青岛圣德脑血管病医院
- 青岛同济手外骨科医院
- 青岛协合妇产医院
- 青岛开泰耳鼻喉头颈外科医院
- 青岛城阳古镇正骨医院
- 青岛育仁中西医结合不孕不育症专科医院
- 青岛当代妇产医院
- 青岛丽人妇科医院

## 其他卫生机构
- 青岛市疾病预防控制中心
- 青岛市红十字会中心血站
- 青岛市急救中心（原青岛市救护站）
- 山东省青岛卫生学校——省部级重点中等职业学校
- 山东省青岛第二卫生学校——国家级重点中等职业学校
- 青岛市卫生局卫生监督所
- 青岛市人才市场卫生人才分市场
- 青岛市卫生科技宣传馆